# 2014年のバレーボール
< 2014年 | 2014年のスポーツ
2014年のバレーボール（2014ねんのバレーボール）では、2014年（平成26年）のバレーボール関連の出来事をまとめる。

## できごと

### 1月
- 12日 - この日まで行われた全日本バレーボール高等学校選手権大会（春高バレー）決勝で、男子の星城高校が優勝し、二年連続の高校三冠を達成した[1]。女子ではフルセットでデュースまでもつれ込む接戦の末、九州文化学園が東九州龍谷を下し優勝した。
- 17日 - 昨年7月にバレーボール女子ジュニア世界選手権で準優勝した全日本女子ジュニアチームが「日本スポーツ大賞」競技団体別最優秀賞を獲得した[2]。
- 26日 - トルコ1部リーグのワクフバンクSKがフェネルバフチェに0-3で敗れ、2012年8月10日以来続けた連勝記録が73でストップした[3]。

### 2月
- 5日 - 日本バレーボール協会が全日本男子のゲーリー・サトウ監督の交代を発表した[4]。初の日系人監督として注目されたが、わずか1年で退任することに[5]。
- 6日 - 日本バレーボール協会は全日本男子監督に南部正司（パナソニック監督）の就任を発表した[6][5]。
- 21日 - 日本バレーボールリーグ機構は2014年日韓Vリーグトップマッチ開催を中止すると発表した[7]。
- 24日 - 日本バレーボール協会はAVCアジアクラブ選手権 の出場チームを発表し、男子は大分三好・女子は久光製薬が出場する[8]。

### 3月
- 14日 - 日本バレーボール協会は2014年度から日本国内最高峰のビーチバレー大会「JVAビーチバレーボールシリーズA」を開催すると発表した[9]。
- 30日 - この日まで行われた2013/14Vプレミアリーグレギュラーラウンドにおいて、越川優（JT）がサーブ効果率及び日本人最多得点のシーズン記録を更新した[10]。

### 4月
- 6日
  - この日まで行われたVチャレンジ・マッチ女子（入替戦）で、デンソーと上尾（ともにVチャレンジリーグ所属）が勝利し、来季の昇格資格を得た[11]。
  - テレビアニメ『ハイキュー!!』（MBS・TBS）が放送開始（ - 9月21日）。
- 12日 - 2013/14Vプレミアリーグ女子ファイナルラウンドが行われ、久光製薬が二連覇を果たした。岡山は初優勝を逃すも初の準優勝[12][13]。
- 13日 - 2013/14Vプレミアリーグ男子ファイナルラウンドが行われ、パナソニックが二年ぶり四度目の優勝。JTは初優勝ならず、10年ぶりの準優勝[14]。
- 14日 - Vリーグ機構は来季の開催方式を発表した。プレミアリーグではこれまで四強がセミファイナルラウンドに進出し優勝を争ったが、これを改め6チームによるプレーオフ制を導入する[15]。
- 15日 - 全日本男子登録メンバー30人が発表された。初招集は石川祐希、井手智ら[16]。
- 17日 - 全日本女子登録メンバー31人が発表された。初招集は古藤千鶴、高田ありさ、井上愛里沙、筒井さやから[17]。
- 19日 - Vチャレンジリーグの仙台ベルフィーユは、新監督に元全日本女子監督の葛和伸元を招聘すると発表[18]。
- 25日 - AVCアジアクラブ選手権女子大会で久光製薬スプリングスが12年ぶり2度目の優勝[19]。

### 5月
- 6日 - この日まで行われた 黒鷲旗全日本選抜女子でトヨタ車体が初優勝を飾った[20]。
- 19日 - 東北パイオニアがパイオニアレッドウィングスの廃部を検討していることが新聞報道された[21]。
- 22日
  - Vリーグ機構は理事会を開き、先月のVチャレンジマッチで昇格資格を得たデンソー・エアリービーズと上尾メディックスのプレミア昇格を正式に決定した[22]。
  - 同日の理事会でブレス浜松の準加盟が承認された[23]。
- 23日 - 東北パイオニアは、パイオニアレッドウィングスを本年9月30日をもって廃部することを発表した[24]。

### 6月
- 5日 - 木村沙織が東レ・アローズに復帰すると報道された[25]。
- 12日 - 荒木絵里香が上尾メディックスに入団し、現役復帰すると発表された[26]。
- 26日 - 日本バレーボール協会は新プロジェクト「Project CORE」を立ち上げると発表。2020年の東京オリンピックへ向け強化を図る[27]。
- 29日 - この日まで行われたJVAビーチバレーボールシリーズA初戦・南あわじ大会で、男子は西村晃一・土屋宝士、女子は草野歩・藤井桜子ペアが初代王者となった[28]。

### 7月
- 6日 - この日まで香港で行われていた東アジア地区バレーボール選手権大会で、ユニバーシアード代表候補で編成された日本が6年ぶり4度目の優勝[29]。
- 24日 - 日立リヴァーレは江畑幸子が9月1日からRCカンヌ（フランス）へ移籍すると発表した[30]。

### 8月
- 10日 - インターハイ決勝トーナメント3回戦、石川県立金沢商業高等学校対大阪国際滝井高等学校戦において、大阪国際滝井の選手が登録番号と異なるユニフォームを着用していたことが試合途中に発覚。第1セットが没収セットとなった。没収セットはインターハイ史上初[31]。
- 20日 - アウトソーシング企業のプレステージ・インターナショナルが、山形県で女子実業団チームを立ち上げると発表した[32]。
- 24日 - この日まで行われたワールドグランプリでブラジルが二連覇。日本はチーム大会史上初となる銀メダルを獲得した[33][34]。

### 9月
- 21日 - この日まで行われた男子世界選手権でホームのポーランドが40年ぶり2回目の優勝[35]。

### 10月
- 12日 - この日まで行われた女子世界選手権で、アメリカ合衆国が初優勝[36]。

### 12月
- 12日 - Vプレミアリーグ・男子の東レ・アローズに所属する30歳の中国出身（2011年に帰化し日本国籍取得）選手が12月10日に東京都品川区内で財布を盗んだ窃盗容疑で逮捕されていたことが明らかとなった。東レ・アローズチームは開催中だった平成26年度天皇杯・皇后杯全日本バレーボール選手権大会にディフェンディングチャンピオンとして出場していたが、事件を受け出場を辞退することを発表[37]。この日の試合も出場を辞退し、豊田合成トレフェルサの不戦勝となった[38]。
- 15日 - Vリーグ機構は、前述の東レ・アローズの処分を発表し、不祥事を起こした所属選手に対して無期限資格停止処分を科した[39]。また、チーム及び部長、監督のけん責処分を発表[40]。
- 24日 - 日本バレーボール協会はビーチバレーの体制強化の為、ビーチバレー事業本部を立ち上げると発表。あわせて女子代表監督である白鳥勝浩の現役復帰が発表された[41]。
- 25日 - パナソニック・パンサーズの清水邦広が歌手の中島美嘉と結婚[42]。
- 26日 - 日本バレーボール協会は10日に不祥事を起こした東レ・アローズ所属選手に対し、2年間のJVA選手登録抹消処分を科した[43]。なお窃盗容疑については既に不起訴処分となっている[44]。

## 国際大会
- 欧州チャンピオンズリーグ
  - 男子決勝　ベロゴリエ・ベルゴロド 3 - 1 ハルクバンク・アンカラ
  - 女子決勝　ディナモ・カザン 3 - 0 ワクフバンク

- AVCアジアクラブ選手権
  - 男子大会　Matin Varamin（英語版）3 - 1 アル・ラーヤン
  - 女子大会　久光製薬スプリングス 3 - 0 渤海銀行

- 世界クラブ選手権
  - 男子大会 ベロゴリエ・ベルゴロド 3 - 1 アル・ラーヤン
  - 女子大会 ディナモ・カザン 3 - 0 オザスコ

- モントルーバレーマスターズ
  - 決勝　ドイツ 3 - 1 アメリカ合衆国 （ドイツは初優勝）

- 東アジア地区バレーボール選手権大会（女子）
  - 決勝 日本 3 - 0 中国

- ワールドリーグ
  - 決勝 アメリカ合衆国 3 - 1 ブラジル

- アジアジュニア選手権女子
  - 決勝 中国 3 - 1 日本

- ワールドグランプリ
  - 優勝 - ブラジル

- アジアカップ・バレーボール選手権
  - 男子 - 韓国
  - 女子 - 中国

- アジア競技大会バレーボール競技
  - 男子優勝 - イラン
  - 女子優勝 - 韓国

- 男子世界選手権
  - 決勝 ポーランド 3 - 1 ブラジル
- 女子世界選手権
  - 決勝 アメリカ合衆国 3 - 1 中国

- アジアユースバレーボール選手権女子
  - 決勝 日本 3 - 1 タイ

## 国内大会

### 日本
- 高校選手権
  - 男子決勝: 星城高校 3 - 0 鹿児島商業 （2年連続2度目）
  - 女子決勝: 九州文化学園 3 - 2 東九州龍谷高校 （初優勝、春高としては9年ぶり3度目の優勝）

- 全日本9人制バレーボール総合選手権
  - 男子決勝: 中部徳洲会病院 2 - 1 住友電工 （4年ぶり4度目の優勝）
  - 女子決勝: パナソニックエナジー 2 - 0 富士通テン （5年ぶり3度目の優勝）

- 全国6人制バレーボールリーグ総合男女優勝大会
  - 男子グランドチャンピオンマッチ決勝: アザレア 3 - 1 クボタ
  - 女子決勝リーグ優勝 - 三菱東京UFJ銀行

- 2013/14プレミアリーグ
  - 男子決勝 パナソニック・パンサーズ 3 - 2 JTサンダーズ
  - 女子決勝 久光製薬スプリングス 3 - 1 岡山シーガルズ

- 2013/14チャレンジリーグ
  - 男子優勝 - 警視庁フォートファイターズ
  - 女子優勝 - デンソー・エアリービーズ

- 第63回黒鷲旗全日本選抜
  - 男子決勝  パナソニック・パンサーズ 3 - 1 JTサンダーズ
  - 女子決勝  トヨタ車体クインシーズ 3 - 1 東レ・アローズ

- 東日本大学バレーボール選手権大会
  - 男子決勝　専修大学 3 - 2 日本体育大学
  - 女子決勝　日本体育大学 3 - 0 東海大学

- 西日本大学バレーボール選手権大会
  - 男子決勝 龍谷大学 3 - 1 近畿大学
  - 女子決勝 福岡大学 3 - 1 龍谷大学

- インターハイ
  - 男子決勝 東福岡高等学校 3 - 0 東洋高等学校（初優勝）
  - 女子決勝 金蘭会高等学校 3 - 0 熊本信愛女学院高等学校（初優勝）

- 2014V・サマーリーグ女子
  - 決勝 NECレッドロケッツ 3 - 1 上尾メディックス

- 国体（第69回国民体育大会）
  - 成人男子決勝：長崎県（長崎選抜）3 - 2 愛知県（豊田合成トレフェルサ）
  - 成人女子決勝：岡山県（岡山シーガルズ） 3 - 1 佐賀県（久光製薬スプリングス）
  - 少年男子決勝：福岡県（福岡選抜）3 - 0 鹿児島県（鹿児島商業高校）
  - 少年女子決勝：大阪府（金蘭会高校）3 - 2 京都府（京都橘高校）

- 全日本バレーボール大学男女選手権大会
  - 男子決勝：中央大学 3 - 0 日本体育大学
  - 女子決勝：日本体育大学 3 - 2 福岡大学

- 天皇杯・皇后杯全日本選手権
  - 男子決勝：JTサンダーズ 3 - 0 パナソニック・パンサーズ
  - 女子決勝：久光製薬スプリングス 3 - 0 日立リヴァーレ

### 韓国
- Vリーグ優勝決定戦（5戦3勝先勝式）
  - 男子: 三星火災ブルーファングス（3勝1敗）- 現代キャピタル・スカイウォーカーズ（1勝3敗）
  - 女子: GSカルテックスKIXX（3勝2敗）- IBK企業銀行アルトス（2勝3敗）

## 死去
- 5月27日 - 小島孝治[45]（元全日本女子監督、*1930年）
- 5月30日 - エウヘニオ・ヘオルヘ[46]　（元キューバ代表監督、*1933年）
- 7月5日 - 喜島慶一郎[47] （元日本バレーボール協会会長代理、*1925年 ）
- 11月16日 - 小磯靖紀[48]（東亜学園監督、*1960年）
- 11月18日 - 浅井朝規[49]（元PFUコーチ、流通科学大学監督）